# Hainsberg (Freital)
Hainsberg ist ein Stadtteil der sächsischen Großen Kreisstadt Freital im Landkreis Sächsische Schweiz-Osterzgebirge. Der Ort im Südwesten der Stadt wurde 1230 erstmals erwähnt und 1964 nach Freital eingemeindet.

## Geographie
Hainsberg befindet sich im Südwesten des Stadtgebietes. In der Gemarkung vereinigen sich die aus dem Rabenauer Grund von rechts kommende Rote Weißeritz und die aus Richtung Tharandt kommende Wilde Weißeritz zur Weißeritz, die durch das östliche Döhlener Becken im Freitaler Stadtgebiet nach Nordosten abfließt, um in Dresden in die Elbe zu münden.
In Höhe Hainsberg befindet sich eine Engstelle des Döhlener Beckens mit nur etwa 270 Metern Entfernung zwischen dem Backofenfelsen und dem auf einem Felsen stehenden Kreuz am Vorholz.
Landschaftlich sind die Siedlungsgebiete Hainsbergs von zahlreichen Stadtwäldern umgeben: Rabenauer Vorholz, Schweinsdorfer Alpen, Rabenauer Grund, Hirschberg, Backofenfelsen, Weißiger Wald.
Der Backofenfelsen beinhaltet in seinen Konglomeraten eine Reihe von Höhlen, von denen die bekannteste die Backofenquellhöhle ist. Zu Zeiten starker Niederschläge und während der Schneeschmelze entspringt ihr ein bis zu 40 Liter Wasser pro Sekunde führender Bach.
Zu Hainsberg gehören die ehemaligen Dörfer Coßmannsdorf und Eckersdorf. Daneben gibt es weitere bekannte Wohngebiete, wie „An der Scheibe“ (zwischen Eckersdorf und Coßmannsdorf), die „Weinbergsiedlung“ und „Am Pfaffengrund“ (beide westlich des Bahnhofes Hainsberg). 
Angrenzende Orte sind im Süden die Stadt Rabenau mit dem Ortsteil Obernaundorf, im Südwesten der Freitaler Stadtteil Somsdorf, im Nordwesten der Tharandter Ortsteil Großopitz, im Norden der Freitaler Stadtteil Weißig und im Osten der Freitaler Stadtteil Deuben.

## Geschichte
| Jahr | Einwohnerzahl |
| ---- | ------------- |
| 1834 | 201           |
| 1871 | 816           |
| 1890 | 1188          |
| 1910 | 1892          |
| 1925 | 2004          |
| 1939 | 4885          |
| 1946 | 5525          |
| 1950 | 5478          |
| 2010 | 4427          |
| 2015 | 4434          |
| 2017 | 4305          |

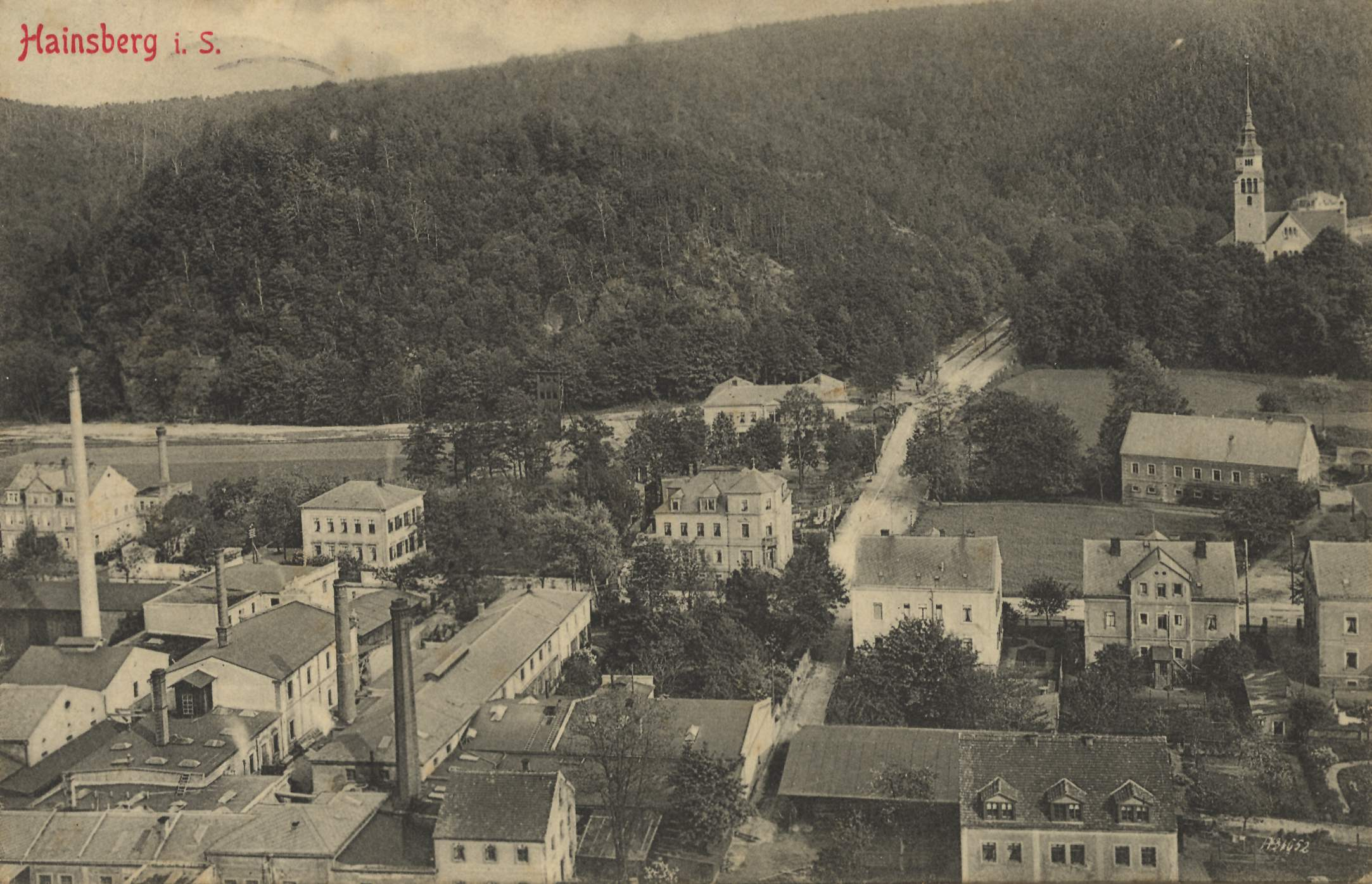
Hainsberg 1909

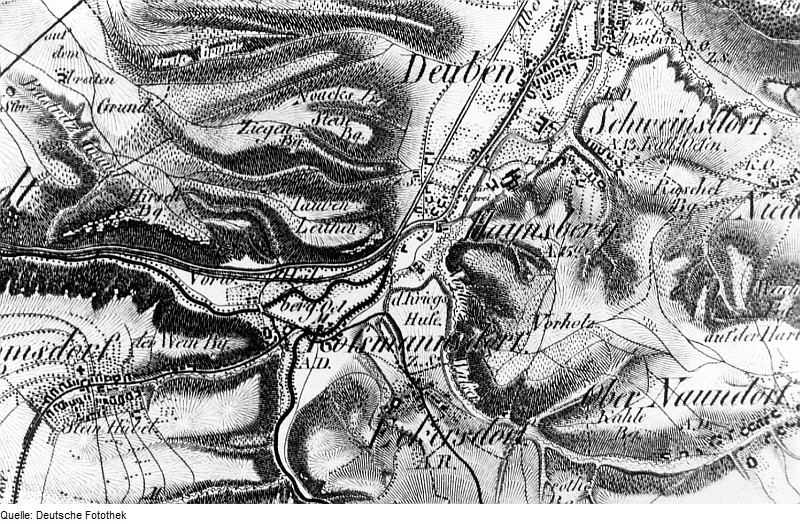
Oberreit’sche Karte (1836–1860) mit Hainsberg und Coßmannsdorf in der Kartenmitte

Hainsberg wurde im Jahr 1230 erstmals urkundlich erwähnt und war zunächst ein kurzes Straßendorf an der vereinigten Weißeritz mit Waldhufenflur. Dieses unterstand dem Amt Dresden und war ab 1539 nach Somsdorf gepfarrt. Der Name des Ortes leitet sich von den Hainbuchen ab, die an den Talhängen des Döhlener Beckens stehen. Sie finden sich auch im Ortswappen wieder. Die Grundherrschaft oblag im 16. und 17. Jahrhundert dem Rittergut Döhlen, später dem Rittergut Zauckerode. 
Zunächst war Hainsberg landwirtschaftlich und dörflich geprägt. Davon zeugt unter anderem noch das Freigut Heilsberg. Von diesem Gut besteht heute noch das denkmalgeschützte Gutshaus, das vom Heilsberger Park an der Wilden Weißeritz umgeben ist. Im Zuge der Industrialisierung ging dieser dörfliche Charakter des Ortes verloren, an den Hauptstraßen entstanden neben Industriebauten auch größere Wohnhäuser für die Arbeiter. So kam es zu einem sprunghaften Anstieg der Bevölkerungszahl von 816 im Jahr 1871 auf 1.188 im Jahr 1890.
1933 wurde Coßmannsdorf, das seit 1874 zur Amtshauptmannschaft Dresden gehörte, mit seinem Ortsteil Eckersdorf nach Hainsberg eingemeindet. Der Verwaltungssitz Hainsbergs wechselte in das 1913 geschaffene vormalige Rathaus Coßmannsdorf. Im Zweiten Weltkrieg kam es zu keinen Luftangriffen auf den Ort, obwohl zahlreiche Industriebetriebe vorhanden waren. Im Juni 1961 fanden im Hainsberger Flusslauf der Weißeritz die Weltmeisterschaften im Wildwasserrennsport und Kanuslalom statt. Es waren die ersten und einzigen Veranstaltung dieser Sportarten in der DDR, die 1949 aus der Sowjetischen Besatzungszone hervorgegangen war.
Bereits ab 1952 dem neu gebildeten Kreis Freital angehörig, wurde Hainsberg erst am 1. Januar 1964 nach Freital eingemeindet und hatte daher mit 8212 eine eigene Postleitzahl. Nach Wende und Wiedervereinigung wurden die Orte im Döhlener Becken Teil des Landes Sachsen und verblieben im Landkreis Freital. Dieser fusionierte 1994 mit dem Nachbarkreis Dippoldiswalde zum Weißeritzkreis. Bedeutend für die Region um Hainsberg war 1994 die Eröffnung des Buga-Centers in den Gebäuden der ehemaligen Buntgarnspinnerei Coßmannsdorf.
Beim Augusthochwasser 2002 erlitt auch Hainsberg durch die beiden Weißeritzen erhebliche Zerstörungen in flussnahen Gebieten. Die Weißeritztalbahn konnte erst Ende 2008 wieder bis Dippoldiswalde in Betrieb genommen werden. Zum 1. August 2008 kam es zu einer erneuten Kreisreform, in deren Folge der Weißeritzkreis und der Landkreis Sächsische Schweiz zum Landkreis Sächsische Schweiz-Osterzgebirge fusionierten.
Im Jahr 1350 taucht der Ort als Hainsperg, auf 1420 wird dann Haynsberg erwähnt. Es folgen 1547 Haylsdorff und Hailsperck, 1569 Heilsbergk oder Hainßbergk sowie 1589 Hainßpach. Als weitere Namensvariante wird 1590 Hainschpergk erwähnt, 1614 folgt Hansperg und 1696 Hahnsbach. Im Jahr 1791 wird Haynsberg. Seit 1834 ist Hainsberg, auch Hainsbach in Gebrauch.

## Kultur und Sehenswürdigkeiten

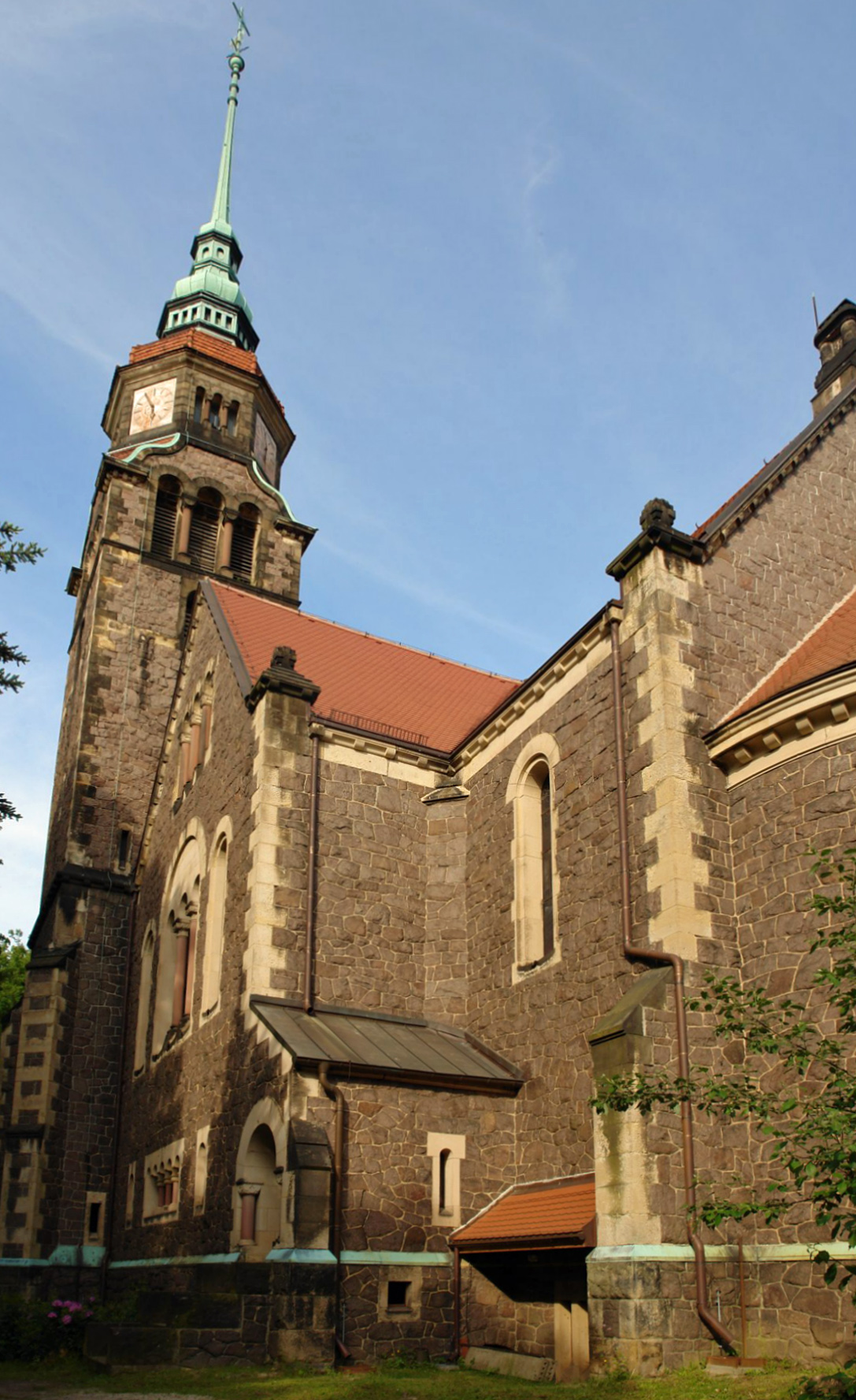
Die Hoffnungskirche in Hainsberg

Hainsberg verfügt über eine staatliche Grundschule und die „Geschwister-Scholl-Oberschule“, eine Kinderbetreuungseinrichtung („Kita Regenbogen“), eine Förderschule sowie einen Standort der Volkshochschule. Als privater Berufsschulträger ist die Best-Sabel-Schule in Hainsberg ansässig.
Im Stadtteil finden sich zahlreiche Sportanlagen; darunter ein Freizeitsportzentrum mit Schwimmhalle im Weißeritzpark und die Sportanlage Johannes-May-Stadion. Sie wird vom „Hainsberger Sportverein“ genutzt, dessen Fußball-Herrenmannschaft momentan in der Landesklasse spielt. Die Abteilung Schwimmen des Hainsberger SV gehört zu den erfolgreichsten im Schwimmbezirk Dresden. Einige Sehenswürdigkeiten sind die evangelisch-lutherische Hoffnungskirche mit Jugendstilausmalung, der Hainsberger Park und der Heilsberger Park in Coßmannsdorf.
Am Stadion steht eine Gedenktafel aus dem Jahr 1974 zur Erinnerung an den kommunistischen Arbeitersportler Johannes May, der seit 1943 als Wehrmachtssoldat vermisst wurde. Das Stadion trägt seit dem 22. September 1975 seinen Namen. Auf einer Felsanhöhe oberhalb des Stadions befindet sich das „Eiserne Kreuz“ für die Gefallenen des Ersten Weltkrieges.

## Wirtschaft und Infrastruktur

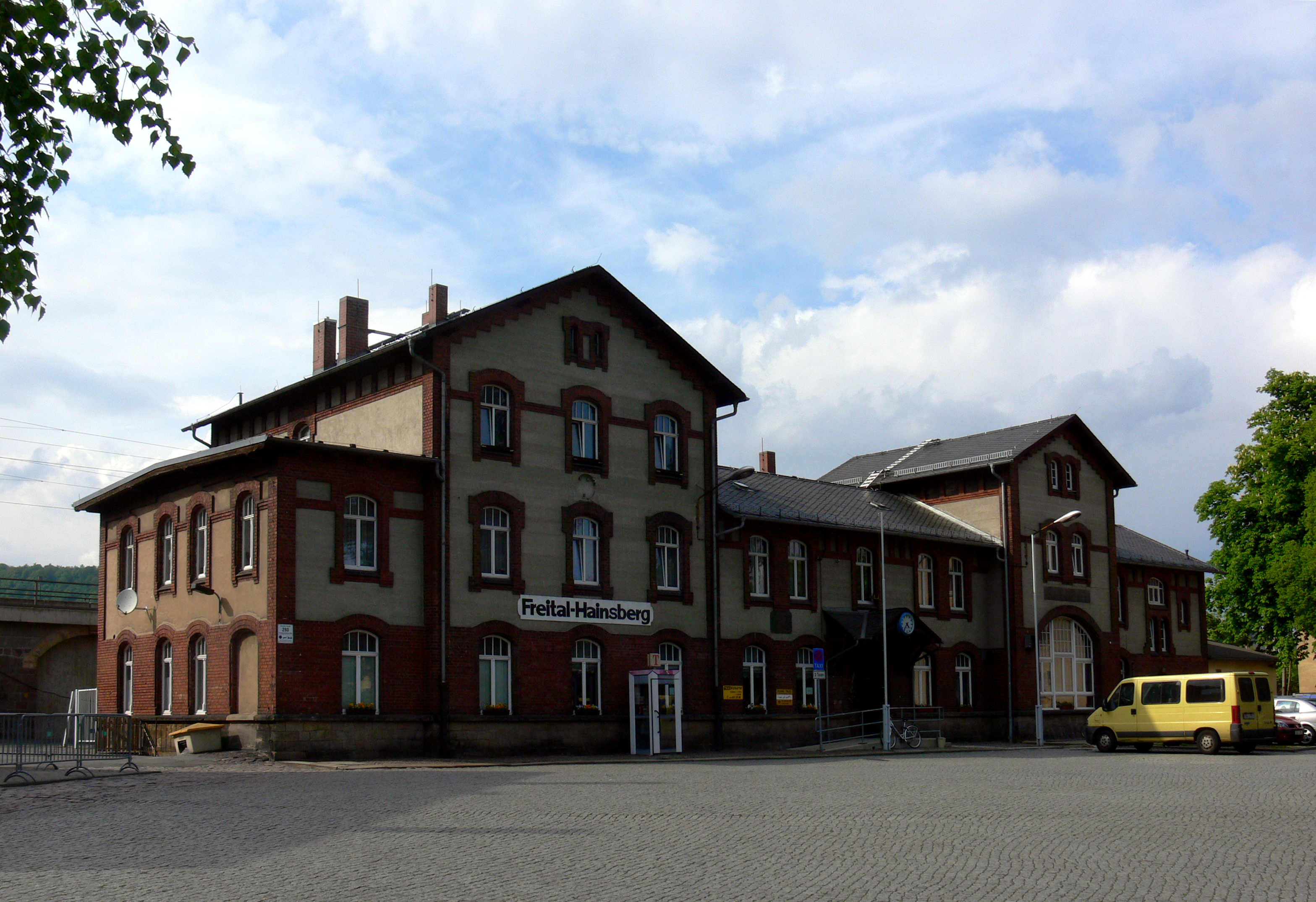
Bahnhof Freital-Hainsberg

Freital-Hainsberg hat einen Bahnhof im Zuge der Bahnstrecke Dresden–Werdau (Albertbahn), der auch von der S-Bahn Dresden genutzt wird und Ausgangspunkt der dampfbetriebenen Weißeritztalbahn ist. Weitere Haltepunkte sind „Freital-Hainsberg West“ (S-Bahn) und „Freital-Coßmannsdorf“ (Dampf). Hainsberg wird durch die Stadt- und Regionalbuslinien des Regionalverkehrs Sächsische Schweiz-Osterzgebirge im Verkehrsverbund Oberelbe bedient. Hainsberg befindet sich an der Staatsstraße 194 (Dresden – Tharandt – Naundorf/B 173) sowie S 193 (Freital – Rabenau/Sa. – Oberhäslich/B 170).
Der Stadtteil ist wie ganz Freital geprägt von zahlreichen Handwerks- und Industriebetrieben. Nennenswert sind die nach wie vor bestehende Papierfabrik Hainsberg und das Hainsberger Metallwerk. Das größte Einzelhandelszentrum der Region ist der in Coßmannsdorf befindliche Weißeritz-Park.

## Persönlichkeiten
- Herbert Pohl (1916–2010), Fußballspieler und -trainer
- Lothar Englert (1933–2015), Ingenieur und Politiker (SPD), 1990–1999 Mitglied des Brandenburgischen Landtags
- Gudrun Bröchler-Neumann (1937–2013), Malerin und Grafikerin
- Eckehard Mayer (* 1946), Pianist, Dirigent und Komponist
- Wolfgang Petrovsky (* 1947), Maler